# Ūqīya
Ūqīya (arabisch أوقيّة; Plural: Ūqīyāt) ist die Bezeichnung einer historischen arabischen Gewichtseinheit und entspricht in etwa der Unze. Eine andere Bezeichnung ist Waket in Äthiopien. Ein Uqiya entspricht dem zwölftel eines Ratl und wie auch dessen Wert war das Gewicht des Uqiya regional unterschiedlich:
- 1 Uqiya = 10 Cafla = 31,03 Gramm (Gold und Silber in Arabien)
- 1 Uqiya = 12 Dirhem = 37,44 Gramm (Ägypten)
- 1 Uqiya = 2 Alada = 3 Kasm = 4 Mutagalla = 10 Derimes = 25,9 Gramm
- 600 Uqiyat = 1 Franzula (Äthiopien)
- 1 Uqiya = 8 Dirhem = 31,13 Gramm (Silbergewicht in Algier)
- 1 Uqiya = 10 Dirhem = 30,52 Gramm (Libyen)
- 1 Uqiya = 33,221 Gramm (Saudi-Arabien)
- 1 Uqiya = 34 Gramm (Südmarokko)
- 1 Uqiya = 36,287 Gramm (Nordmarokko)
- 1 Uqiya = 31,556 Gramm (in Tunis zur Basis Rattl soko)
- 1 Uqiya = 31,68 Gramm (in Tunis zur Basis Rattl atjari)
- 12 Uqiyat = 1 Nattr = 337 Gramm (für Elfenbein)
- 18 Uqiyat = 1 Nattr = 505 Gramm (für Kaffee)
- 480 Uqiyat = 1 Waggia ≈ 13,5 Kilogramm (für Elfenbein)
- 640 Uqiyat = 1 Waggia ≈ 18 Kilogramm (für Gummi)